# ボー・バイデン
ボー・バイデン（英語: Beau Biden）、本名ジョセフ・ロビネット・バイデン3世（Joseph Robinette Biden III、1969年2月3日 - 2015年5月30日）は、アメリカ合衆国の政治家、弁護士、軍人。
第46代アメリカ合衆国大統領、ジョー・バイデンの長男である。ファーストレディである、ジル・バイデンは継母にあたる。デラウェア州司法長官を2期務め、「バイデン家」の期待の新星として注目されていた。2016年デラウェア州知事選挙に出馬する意向を明らかにしていたが、2015年5月30日に脳腫瘍のため46歳で亡くなった。

## 生い立ちと家族
ボー・バイデンは1969年2月3日にアメリカ合衆国のデラウェア州ウィルミントンにて、ジョー・バイデンと彼の最初の妻であるネイリア・ハンター・バイデンの長男として出生した。母親のネイリアは1972年12月18日にクリスマスに備えた買い物をするために3人の子供と車で出掛けたが、彼女の運転するステーションワゴンがトレーラーに追突される事故が起こった。彼女は1歳1か月の娘のナオミ・クリスティーナ・バイデンとともに死亡した。同乗していた当時3歳の長男ボーと次男ハンターは命を取り留めたが、事故による負傷で入院することになった。一家を見舞った不幸にジョーは絶望して一時は自殺も考えた。選出された連邦上院議員を辞退することも決めたが、その後に思い直して病院のボーが横たわるベッドのそばで就任の宣誓を行った。
ネイリアの死から2年半が経過した頃にボーとハンターはジョーが交際している女性、ジル・ジェイコブスと会った。二人は父親が彼女と再婚するように励ました。父親と息子の仲は非常に良好であった。ジル・ジェイコブスは1977年にボーの「第二の母」となり、1981年に新たな妹となるアシュリーが生まれた。
1987年にカトリック系の私立学校であるアーキメア・アカデミーを卒業した。1991年にペンシルベニア大学の学士号を取得し、1994年にはシラキュース大学ロー・スクールの法学位を取得した。
1995年から2004年までは最初に政策開発室の法律顧問として、次いで連邦地方検察局の連邦検察官としてフィラデルフィアで連邦司法省の業務に携わった。2004年からデラウェア州司法長官に選出される2006年までの間は3つの法律事務所（ビフェレイト、ジェンティロッティ、バイデン・アンド・バリック）のパートナーとなり、弁護士として活動していた。
2008年民主党全国大会でジョー・バイデンがアメリカ合衆国副大統領候補に指名された後、ボーはスピーチを行い、父親の誠実な人柄を紹介した。彼は母親と乳児の妹を死に至らしめた自動車事故について振り返った。二人の息子を育てるために一時は連邦上院議員を辞退することを考え、議員になってからも息子のために毎日、（片道2時間かかる）デラウェア州ウィルミントンの自宅からワシントンD.C.までの電車通勤を継続した父親に敬意と感謝の気持ちを表した。このスピーチはジョーを含め、多くの出席者の涙を誘った。
| 「 | 私の最も幼い頃の記憶では“パパ”はいつも入院中の私たちに付き添ってくれました。彼は上院には目もくれず、私たちのことしか頭にありませんでした。･･･彼は就任の宣誓をしないことに決めました。「デラウェアの上院議員には代わりがいるが、“坊や”の父親は私しかいないからね」と言っていました。 | 」 |

## 兵役
ボーは2003年にデラウェア州陸軍州兵の一員としてアメリカ陸軍に加入した。のちにデラウェア州スマーナに拠点を置く第261戦域戦術通信旅団の一部をなす陸軍法務部の少佐に昇進した。
ボーが所属する部隊は2008年10月3日にイラクに展開した。父親が合衆国副大統領として宣誓を行うバラク・オバマの第一期大統領就任式に出席するために、2009年1月にイラクから一時帰国した。2009年7月4日にキャンプ・ヴィクトリーの基地でジョーの訪問を受けた。2009年9月に1年近くに及ぶ任務を完了し、イラクから帰国した。
ボーは出国する前にイラクでの展開中もデラウェア州に残る彼のオフィスのシニアスタッフと協力しながら働いていくことで、デラウェア州司法長官としての務めを積極的に果たしていく意向を表明していたが、部隊のメンバーにはイラクでの任務に専念するために司法長官の業務の多くを代理の者に引き継いだことを話した。
ジル・バイデンの著書『Don't Forget, God Bless Our Troops』は義理の息子であるボーの従軍が彼の若い家族に与えた影響について書かれたものである。

## 政治家としてのキャリア

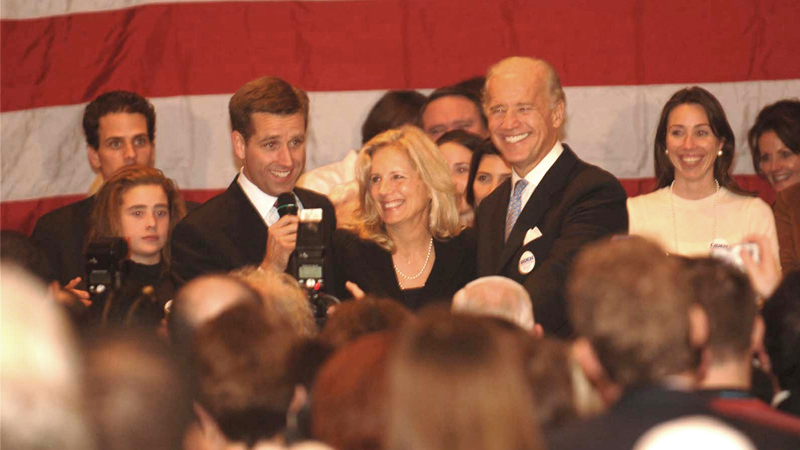
2006年11月7日。ジョー・バイデンとジル・バイデンが見守る中、デラウェア州司法長官選挙勝利記念のスピーチを行うボー・バイデン

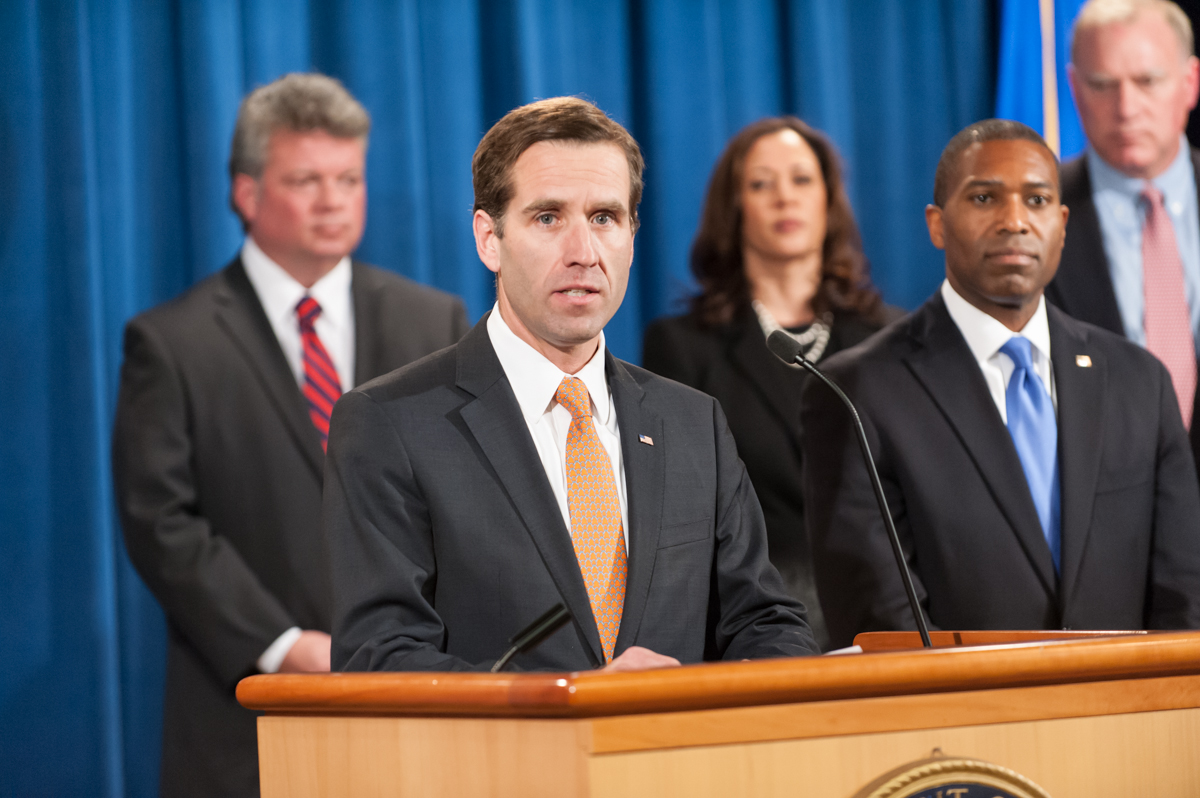
2013年5月21日。記者会見を行うデラウェア州司法長官ボー・バイデン

ボーは2006年にデラウェア州司法長官選挙への出馬を表明して政治家としての第一歩を踏み出した。彼は個人情報の盗難行為、ペドフィリア（小児性愛者）によるインターネット上のストーカー行為、街頭犯罪、高齢者虐待といった問題に対処するために州司法省を再編成することを約束した。対立候補となったフェリス・ウォートンは連邦検事補であった。選挙ではボーが得票率で5%近くの差をつけて勝利した。
州司法長官に就任したボーのもと、デラウェア州では2008年1月7日に「性犯罪者登録システム」の強化を目的とする法律が施行された。
バラク・オバマのランニングメートとして2008年アメリカ合衆国大統領選挙に勝利したジョー・バイデンは副大統領に就任するために連邦上院議員を辞職することになった。ボーがジョーの後を継ぐことになるとの憶測が流れたが、彼はイラクに従軍することを理由として指名の受け入れを拒否する意向を明らかにした。デラウェア州知事ルース・アン・ミナーは空席を埋めるための議員にジョーを長らく補佐してきたテッド・カウフマンを指名した。ジョーはカウフマンが指名された後に出した声明の中で次のように述べている。
| 「 | 私が息子のボー・バイデン司法長官を偉大な司法長官だと考えているのと同様に、彼が偉大な合衆国上院議員になると信じているのは紛れもない事実であります。ですが、彼は公職生活に入った瞬間からいかなる仕事も自分の力で勝ち取っていく意思を明確にしております。 | 」 |

デラウェア州の小児科医アール・ブラッドリーが起こした悪名高い児童性的虐待事件を徹底的に追及していくために、2010年1月に同年に行われる父親のかつての上院議席を得るための上院選挙に出馬しない意向を明らかにした。ボーは「私には司法長官としての義務があり、一刻も早く重大な問題に取り組まなければならないのです。しかも、それは私がやらなければならないことです」と説明している。翌2月にブラッドリーは11年間で103人の児童患者（102人の女児と1人の男児）を性的に虐待した罪で起訴された。2011年8月に児童に対する14件の第一級強姦罪などで有罪となり、14つの終身刑と懲役165年を宣告された。
2010年11月2日にボーはデラウェア独立党から出馬した対立候補のダグ・キャンベルを大差で破り、デラウェア州司法長官に再選された。
3選は目指さず、2014年のデラウェア州司法長官選挙には出馬しなかった。2014年4月に2016年デラウェア州知事選挙に立候補する意向を明らかにした。当時は公表されていなかったが、この時にはボーは既に死の原因となるがんを宣告されていたものの、寛解期に突入していた。
2015年初めにオフィスを去った後は企業の訴訟を専門とするデラウェア州の法律事務所に入り、弁護士としての活動を再開した。
| 公職                 | 公職   | 公職                 | 公職   | 公職         | 公職         | 公職 |
| 公職名               | タイプ | 場所                 | 選挙年 | 任期開始日   | 任期終了日   | 備考 |
| -------------------- | ------ | -------------------- | ------ | ------------ | ------------ | ---- |
| デラウェア州司法長官 | 行政   | デラウェア州ドーバー | 2006   | 2007年1月2日 | 2011年1月3日 |      |
| デラウェア州司法長官 | 行政   | デラウェア州ドーバー | 2010   | 2011年1月3日 | 2015年1月3日 |      |

| 選挙結果 | 選挙結果             | 選挙結果 | 選挙結果 | 選挙結果                 | 選挙結果 | 選挙結果 | 選挙結果 | 選挙結果 | 選挙結果             | 選挙結果         | 選挙結果 | 選挙結果 |
| -------- | -------------------- | -------- | -------- | ------------------------ | -------- | -------- | -------- | -------- | -------------------- | ---------------- | -------- | -------- |
| 選挙年   | 公職名               | 選挙方式 |          | 勝者                     | 政党     | 得票数   | 得票率   |          | 対立候補             | 政党             | 得票数   | 得票率   |
| 2006     | デラウェア州司法長官 | 一般     |          | ジョセフ・R・バイデン3世 | 民主党   | 133,152  | 52.5%    |          | フェリス・ウォートン | 共和党           | 120,062  | 47.4%    |
| 2010     | デラウェア州司法長官 | 一般     |          | ジョセフ・R・バイデン3世 | 民主党   | 196,799  | 78.9%    |          | ダグ・キャンベル     | デラウェア独立党 | 52,517   | 21.1%    |

## 病と死
ボーは死の数年前から脳腫瘍に冒されていた。2010年5月12日にしびれ、まひ、頭痛を訴えた後にデラウェア州ニューアークのクリスティーナ病院に搬送された。当局者は「軽い脳卒中」と報告している。その後にフィラデルフィアのトーマス・ジェファーソン大学病院に移り、経過観察のために5月18日まで同病院にとどまった。
2013年8月にホワイトハウス当局者が「見当識障害と衰弱の発作」と述べた症状を経験した後、ヒューストンの「テキサス州立大学アンダーソンがんセンター」に入院した。この時に初めて脳腫瘍と診断され、手術後に放射線療法と化学療法を行うことでがんが寛解し、その年の11月には医師から「健康証明書」を与えられた。退院直後の報道では、がんセンターに入院していた時期の医療行為の内容について「詳細不明」とされていた。
ところが2015年春にボーの脳腫瘍が再発した。彼はメリーランド州ベセスダの「ウォルターリード国立軍事医療センター」に入院して再度がんの治療を受けることになった。5月20日に同センターに入院していることが公表されたが、入院理由は明らかにされなかった。脳腫瘍による闘病生活の末、2015年5月30日に親族に見守られながら息を引き取った。46歳没。ハリー未亡人には2人の子ども、11歳の娘ナタリーと9歳の息子ハンターが残された。同日にジョー・バイデンは故人をしのび、「私の父はかつて、子育てが成功したことは子どもが自分を超えた時に分かると話していた。ボーはまさにその言葉通りの息子だった」と述べた。
葬儀は2015年6月6日にデラウェア州ウィルミントン市内の聖アンソニーズ・ローマ・カトリック教会でしめやかに営まれ、同日にデラウェア州グリーンヴィルの聖ジョセフ・オン・ザ・ブランディワイン教会の墓地に埋葬された。
後に父ジョーはバラク・オバマがボーの病気治療のため、個人的に資金援助してくれたことを明かしている。